# (946) Poesía
(946) Poesía es un asteroide perteneciente al cinturón de asteroides descubierto el 11 de febrero de 1921 por Maximilian Franz Wolf desde el observatorio de Heidelberg-Königstuhl, Alemania.
Está nombrado por la diosa de la poesía.
Forma parte de la familia asteroidal de Temis.